# Lékárníkových holka
Lékárníkových holka je český televizní seriál z roku 1996.
Seriál pojednává o patnáctileté holce z lékárnické rodiny, která miluje chemii a jednou by ji ráda studovala. Ale nemůže, neboť dívka koncem 19. století je určena pouze k tomu, aby se starala o manžela a o děti. Seriál v roce 1996 natočila režisérka Anna Procházková.
Seriál má dvě verze, které se ale obsahem neliší – verzi se 7 krátkými díly (25–29 minut), která měla premiéru v roce 1996 a verzi s 3 dlouhými díly (49–69 minut, vznikla spojením dílů 1+2, 3+4 a 5–7 sedmidílné varianty), která byla poprvé odvysílána v roce 2012. 

## Obsazení
| Klára Issová               | Emilie                   |
| Oldřich Navrátil           | lékárník                 |
| Daniela Kolářová           | lékárníková              |
| Simona Postlerová          | Viola                    |
| Lukáš Vaculík              | Moučka                   |
| Pavel Chalupa              | Vacík                    |
| Martin Písařík             | Rudolf                   |
| Soběslav Sejk              | dr. Šlechta              |
| Tereza Duchková            | Fanynka                  |
| Kamila Špráchalová         | Bety                     |
| Dana Syslová               | abatyše                  |
| Lenka Skopalová            | sestra Augusta           |
| Zuzana Šavrdová            | sestra Hildegarda        |
| Miriam Kantorková          | kuchařka                 |
| Božena Böhmová             | vrátná                   |
| Oldřich Vlach              | Schloger                 |
| Hana Davidová              | Schlogerová              |
| Jana Hermachová            | Matylda                  |
| Magdaléna Chrzová          | Gréta                    |
| Anna Remková               | Magdalena                |
| Barbora Leichnerová        | Cecilie                  |
| Lenka Herejková            | Anička                   |
| Josef Šebek                | Johan                    |
| Hana Houbová               |                          |
| Jaroslava Pokorná          | Musilová                 |
| Petr Štěpánek              | Slavík                   |
| Jiří Schwarz               | Pavlovský                |
| Blanka Bohdanová           | hraběnka Moewenbergerová |
| Saša Rašilov mladší        | Ferdinand                |
| Jan Přeučil                | Hans                     |
| Veronika Gajerová          | Berta                    |
| Zdeňka Žádníková-Volencová | Ludmila                  |
| Tereza Kostková            | Alma                     |
| Vladimíra Včelná           | Lenka                    |
| Libuše Štědrá              | správkyně Minervy        |
| Jindřich Hinke             | policajt                 |
| Karel Koloušek             | cesťák                   |
| Václav Kotva               | vrátný                   |
| Markéta Šmahelová-Kotvová  | služka                   |

## Knihy
Literární verze seriálu.
- Hermína Franková: Minervistka (Albatros, 1984)
- Hermína Franková: Lékárníkových holka (2. přepracované a přejmenované vydání, Albatros, 1996)